# Irène Galter
Irène Galter (Merano, 16 de septiembre de 1931) es una actriz italiana de cine y televisión.

## Carrera
Nacida en Merano como Irene Patuzzi, durante la primera mitad de la década de 1950 Galter era conocida como "la novia ideal" de los italianos. Fue descubierta por causalidad en un supermercado cuando trabajaba como cajera por el director Giuseppe De Santis, que lanzó su carrera en 1952 con la película Rome 11:00. Después de participar en una serie de exitosos filmes, la actriz se casó con el empresario Otto Lughin y se retiró del mundo del espectáculo.

## Filmografía seleccionada
- Rome 11:00 (1952)
- The City Stands Trial (1952)
- Falsehood (1952)
- When You Read This Letter (1953)
- Empty Eyes (1953)
- Cento anni d'amore (1954)
- Schiava del peccato (1954)
- Songs of Italy (1955)
- Le avventure di Giacomo Casanova (1955)
- Liane, Jungle Goddess (1956)
- Love and Troubles (1958)